# Santi Consoli
Santi Consoli (1853 – marzo 1927) è stato uno storico, letterato e politico italiano.

## Biografia
Storico e letterato, fu insegnante di letteratura latina all'Università degli Studi di Catania.
Diventò sindaco di Catania nel 1906. Nel 1907 organizzò  l'«Esposizione agricola
siciliana», che nel 1907 venne inaugurata dal re  Vittorio Emanuele III. Nel 1910 terminò il suo mandato e tornò ad occuparsi dell'insegnamento universitario.
Scrisse anche alcuni libri sulla storia della Sicilia.
Pubblicò numerose opere tra cui Italiensk grammatik til brug for norske og danske
(Catania, 1884), Letteratura Norvegiana (Milano, 1894), De C. Plinii Caecilii Secundi rhetoricis studiis (Catania, 1897), L’autore del libro “De origine et situ
Germanorum” (Roma, 1902); Brevi annotazioni critiche alle Satire, II, III, e IV di Persio (Roma, 1905), Il neologismo negli scritti di Plinio il Giovane (Palermo, 1900), Sicilia gloriosa (Catania, 1924).
Era sposato a Margrethe Glöersen, che venuta a morte precocemente nel 1898, aveva tradotto dal norvegese in lingua italiana due opere di Bjørnstjerne Bjørnson: la commedia De Nygifte (1865), pubblicata nel 1881 con il titolo di Sposi novelli  sia Leonarda (1879) data alle stampe nel 1897con il titolo La signora Falk.